# Sophonisbe (Corneille)
Sophonisbe és una tragèdia en cinc actes i en vers, escrita per Pierre Corneille, l'any 1663. És una de les obres més pobres de Corneille, que va intentar rivalitzar amb la Sophonisbe de Jean Mairet, que s'havia editat tres dècades abans, i també ho faria Voltaire en 1774.

## Argument
L'escena té lloc a al palau del rei de Cirta, capital del reialme de Sifax durant la Segona Guerra Púnica. Quan Àsdrubal va voler guanyar per a la seva causa el rei Sifax, li va oferir la mà de la seva filla Sofonisba. El seu ex promès Masinissa derrota i mata Sifax amb l'ajuda dels romans, destrueix Cirta i Sofonisba va caure en mans de Masinissa, que la volia per a ell i per lliurar-la de la captivitat que li esperava amb els romans, es va casar amb ella; però Escipió va exigir el lliurament de la princesa, i no podent evitar complir l'ordre del romà, Masinissa va proporcionar a la seva dona una dosi de verí per evitar la humiliació de la captivitat. Sofonisba es va prendre el verí sense dubtar i va morir, i Masinissa es va suïcidar a continuació.

## Repartiment
- Sifax, rei de Cirta
- Masinissa I, rei de Numídia
- Lélius, lloctinent d'Escipió, cònsol de Roma
- Lépide, tribú romà
- Bocchar, lloctinent de Sifax
- Mézétulle, lloctinent de Masinissa I
- Albin, centurió romà
- Sofonisba, filla d'Àsdrubal, general dels cartaginesos, i reina de Numídia
- Éryxe, reina de Gétulie
- Herminie, dama d'honor de Sophonisbe
- Barcée, dama d'honor d'Éryx
- Patge de Sophonisbe
- Guardes